# Eastern Band of Cherokee Indians

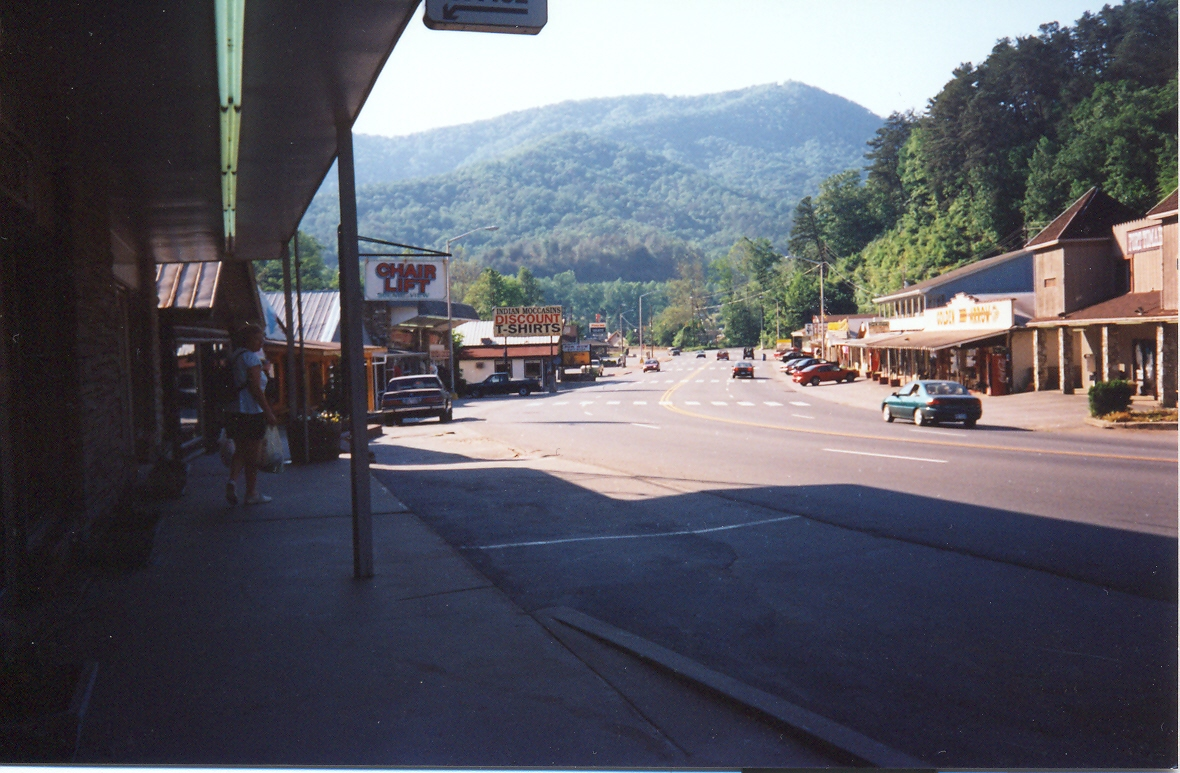
Sitz der Stammesregierung Cherokee in North Carolina.

Die Eastern Band of Cherokee Indians (Cherokee: ᏣᎳᎩᏱ ᏕᏣᏓᏂᎸᎩ, Tsalagiyi Detsadanilvgi) sind ein von der Bundesregierung der Vereinigten Staaten anerkannter Indianerstamm im Bundesstaat North Carolina.
Sie besitzen ein zirka 230 Quadratkilometer großes Gebiet, das Qualla Boundary genannt wird. Heute sind zirka 13.000 Menschen Mitglied der Stammesorganisation. Aufgrund des Indian Removal Act sollten spätestens 1838 alle Mitglieder des Stammes der Cherokee von der Ostküste in das Indianerterritorium im heutigen Bundesstaat Oklahoma zwangsumgesiedelt werden. Einige Familien konnten jedoch eine Ausnahmeregelung erhalten, indem sie sich vom Stamm der Cherokee lossagten. Andere flüchteten in die Berge und entzogen sich damit der Zwangsumsiedlung durch das Militär. Die meisten Cherokee wurden bis 1838 nach Oklahoma in ihr neues Reservat umgesiedelt (siehe Cherokee Nation). 4000 starben auf dem Trail of Tears. 1870 kauften zirka 800 Verbliebene das heutige Stammesgebiet von der US-Regierung zurück und gründeten die Eastern Band of Cherokee Indians. Bei dem Stammesgebiet handelt es sich nicht um ein Indianerreservat im rechtlichen Sinne, da es den Indianern nicht als für sie reserviertes Land von der Regierung zugewiesen wurde. Es wird aber trotzdem vom Bureau of Indian Affairs anerkannt und betreut. Der Sitz der Stammesregierung befindet sich in Cherokee in North Carolina. Dort betreibt der Stamm ein großes Spielcasino. Der Stamm verfügt über eine eigene Verwaltung, ein eigenes Schul- und Gesundheitswesen, eine eigene Polizei, Rettungsdienst, Feuerwehr und über ein eigenes Gericht.